# Михайлівський Золотоверхий монастир. 900 років
«Михайлівський Золотоверхий монастир. 900 років» — український документальний фільм режисера Василя Вітра.

## Опис
На тлі історичних подій, починаючи з часів Київської Русі аж до приїзду в Україну Вселенського Патріарха Варфоломія, у фільмі йдеться про історію побудови, розквіту, руйнації і відродження Михайлівського Золотоверхого Монастиря протягом 900 років, а також про непросту історію боротьби за незалежність та автокефалію Української Православної церкви, яка продовжується і донині.